# Caranguejo-arborícola
Caranguejo-arborícola, aratu-marinheiro, aratu-da-pedra, aratupeba ou aratupinima (nome científico: Aratus pisonii) é uma espécie de caranguejo da família dos sesarmídeos (Sesarmidae), endêmico do Atlântico Ocidental tropical, da Flórida, nos Estados Unidos, ao litoral de Santa Catarina, no Brasil.

## Nomes

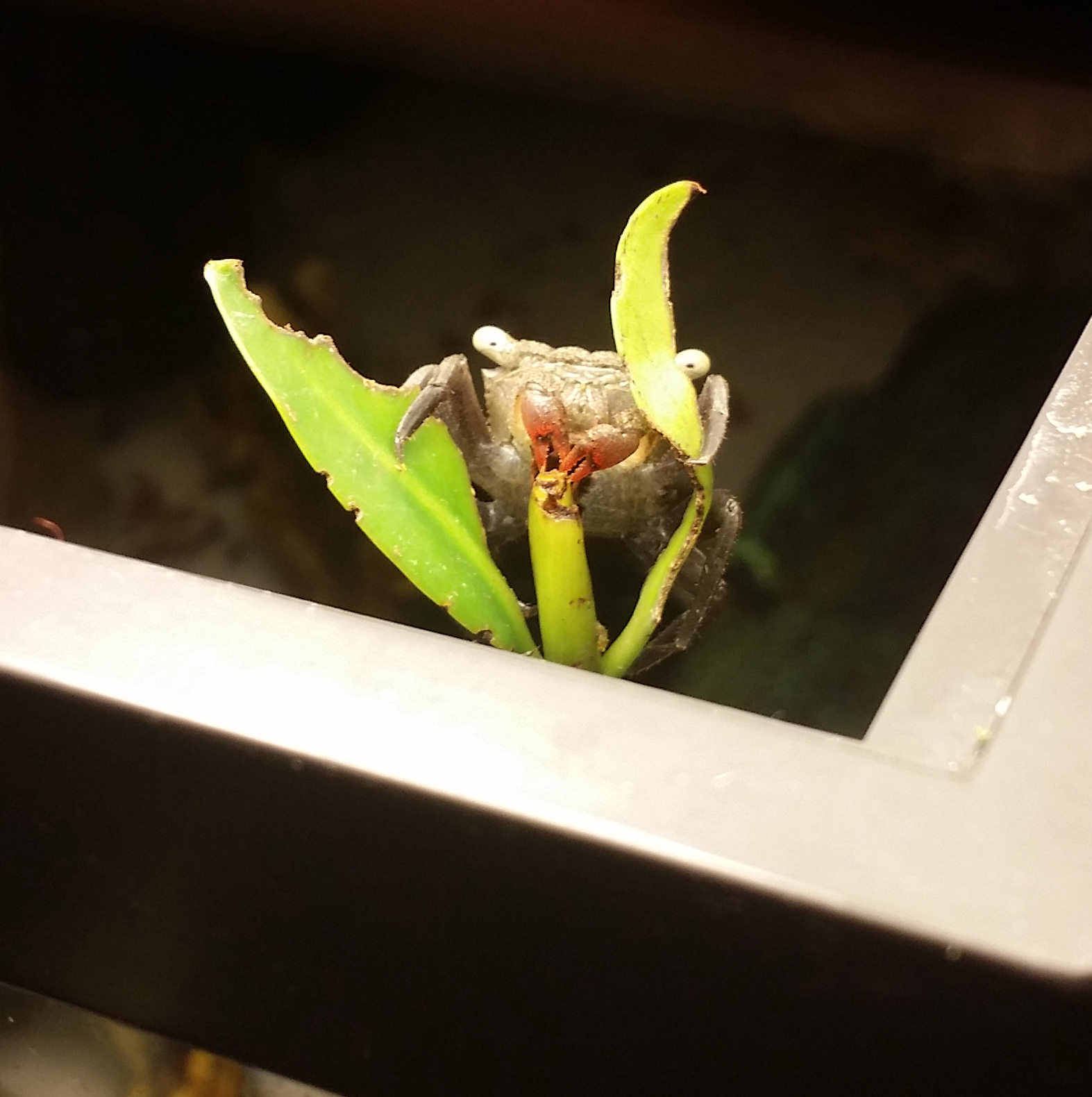
Espécime de alimentando

O nome popular caranguejo, segundo Joan Corominas, derivou do espanhol cangrejo, cuja atestação mais antiga remonta o ano de 1251, como diminutivo de cangro, que por sua vez derivou do latim cancer, cancri. Aratu deriva do tupi ara'tu, em sentido definido, e foi registrado ca. 1584 como aratû e em 1587 como aratu. Aratupeba é formada por aratu + -peba (de pewa ou bewa, "chato, plano, liso, largo, achatado"), e significa "aratu chato"; foi registrado pela primeira vez em 1648. Aratupinima é formado por aratu + -pinima (de pi'nima, "malhado, manchado, listrado, rajado") e significa "aratu malhado"; foi registrado pela primeira vez em 1648. Por conseguinte, o epíteto específico pisonii homenageia o naturalista holandês Guilherme Piso (1611–1678) que viajou pelo Brasil em 1638 com Georg Marggraf e depois coescreveu a importante obra naturalista Historia Naturalis Brasiliae.

## Descrição
O caranguejo-arborícola e A. pacificus são as duas espécies do gênero Aratus. O caranguejo-arborícola é uma espécie pequena, com machos medindo em média dois centímetros de comprimento e fêmeas um pouco menos. Seu crescimento relativo foi descrito como sendo linear e quase perfeito para machos e fêmeas, já que a largura e o comprimento da carapaça mostraram uma relação isométrica. Os olhos grandes são bem separados e a carapaça é mais larga na frente do que atrás. Sua cor é marrom-oliva e mesclada, o que ajuda o caranguejo a se camuflar com o ambiente. As patas são marrons ou mescladas, e tufos de pelos pretos estão próximos às pontas. São pontiagudos, o que ajuda o caranguejo a escalar a folhagem do mangue. As pernas posteriores longas facilitam a locomoção arbórea. O esterno é geralmente envolvido pela carapaça. As pernas locomotoras possuem dáctilos curtos (seções mais externas) e propódios relativamente longos (seções adjacentes). Os órgãos reprodutores masculinos, em forma de H e bilateralmente simétricos, são encontrados no cefalotórax, na parte frontal e abaixo da carapaça dorsal. A fêmea possui um par de ovários, também localizados na parte frontal do cefalotórax e conectados por uma ponte transversal.

## Distribuição e habitat
O caranguejo-arborícola é encontrado nas regiões tropicais e semitropicais ao longo das costas das Américas do Norte, Central e do Sul. No lado Atlântico, sua distribuição se estende da Flórida, nos Estados Unidos, ao litoral de Santa Catarina, no Brasil, incluindo toda a região do Caribe (p. ex. Trindade e Tobago). Habita ambientes supratidial e estuarinos, onde é avistado sobre rochas, pilares de píeres e manguezais, e lagos hipersalinos. Nos manguezais é comumente encontrado no mangue-vermelho (Rhizophora mangle), no mangue-branco (Laguncularia racemosa) e no sereíba (Avicennia germinans e Avicennia schaueriana) e Pelliceria rhizophorae. Sobe pelas árvores quando a maré sobe e descendo à lama exposta quando a maré baixa.

## Ecologia
O caranguejo-arborícola é social apenas na organização de ninhos, mas não em castas. Sua razão sexual obtida num estudo por Diaz e Conde (1989) mostrou que a razão fêmea-macho foi de 1,3:1 onde havia mais fêmeas para machos. Sua estrutura populacional apresentou estabilidade e distribuição simétrica de tamanho ao longo do ano. A taxa de mortalidade foi difícil de determinar.

### Alimentação
O caranguejo-arborícola é onívoro, embora a maior parte de sua dieta seja composta de folhas das árvores de mangue em que vive. Consome a epiderme das folhas e marcas características de raspagem mostram onde se alimentou. Mesmo onde é incomum, seu consumo pode constituir mais de 90% da herbivoria das folhas de mangue. Também come detritos orgânicos e algas e, oportunisticamente, se alimenta de carniça e pequenos invertebrados, incluindo vermes poliquetas, nematoides e foraminíferos. Também se alimentam dos tecidos em decomposição das raízes do mangue e das fezes de outros de sua espécie. Em testes de alimentação, descobriu-se que prefere alimentos de origem animal a alimentos vegetais. Isso não é surpreendente, considerando que as folhas de mangue têm baixo valor nutricional, mas o que é surpreendente é a alta proporção de matéria foliar na dieta dos caranguejos. Isso pode ser uma resposta ao maior risco de predação na água do que no dossel. É predado por aves, mamíferos terrestres e caranguejos maiores. É eficiente em escapar de predadores em potencial, pois consegue deslizar pelos galhos a uma velocidade de 1 m/s e saltar para a segurança na água, mas lá pode se tornar vítima de um peixe predador.

### Reprodução

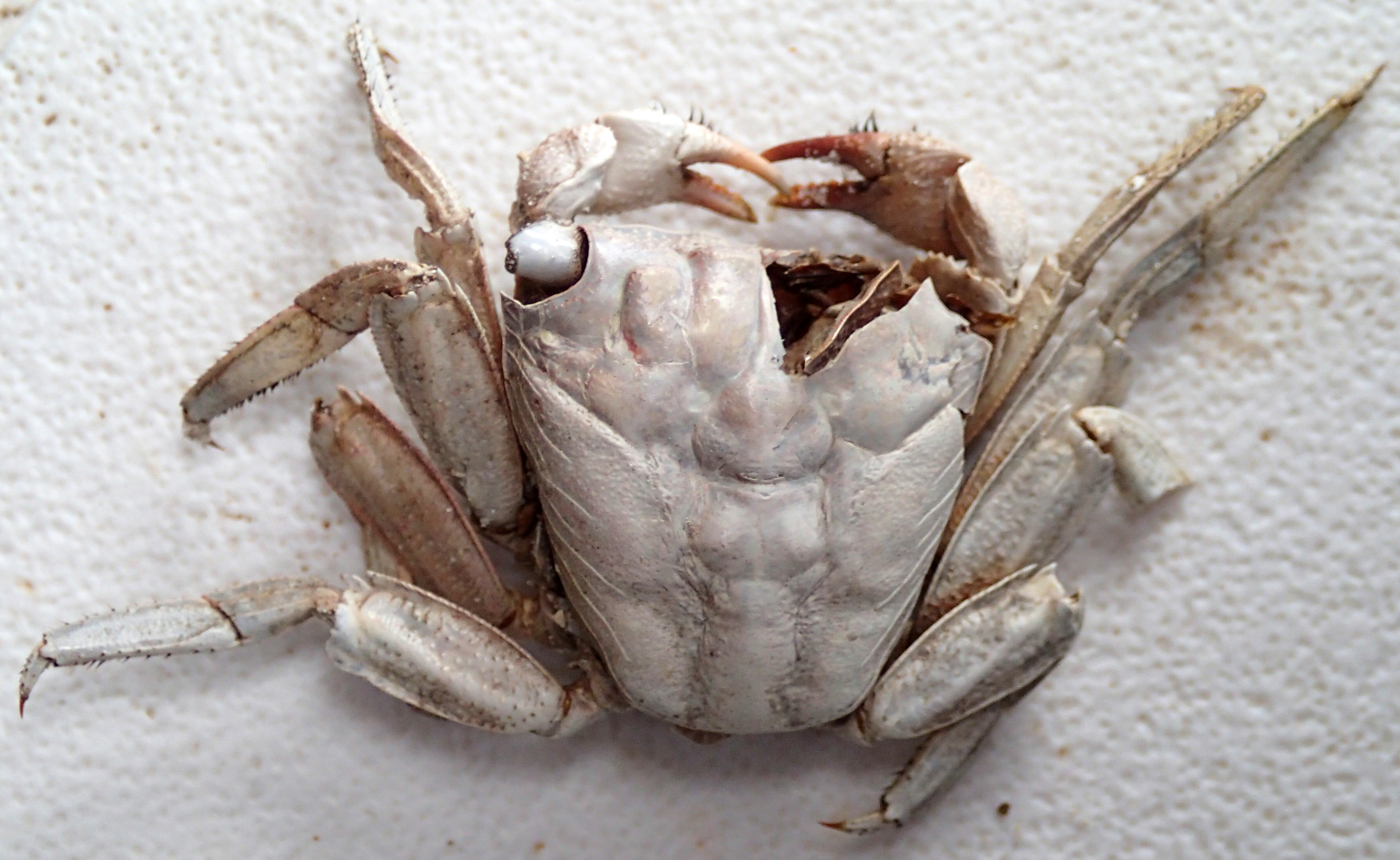
Exoesqueleto abandonado na ilha Sanibel, na Flórida

O caranguejo-arborícola apresenta grande plasticidade no tamanho corporal e história de vida. Em manguezais hipersalinos na Venezuela, há indivíduos anões, incluindo fêmeas ovígeras pequenas, enquanto em manguezais em fozes de rios ocorrem indivíduos maiores com alto esforço reprodutivo. O tamanho máximo (largura cefalotorácica) é 27 milímetros. Em Bertioga, no estado de São Paulo, a idade reprodutiva varia de 1 a 2,5 anos e a longevidade de 4,5 a 6 anos; em Ubatuba, em São Paulo, a idade reprodutiva é menor que 1 ano. A primeira maturidade sexual das fêmeas ocorre entre 10 e 14 milímetros, com idades de um a 2,5 anos, dependendo da localização, fotoperíodo e temperatura.
Os membros da ordem dos decápodes são, em sua maioria, gonocóricos. O ritual de cortejo pré-copulatório é comum e envolve sinais olfativos e táteis. Geralmente há transferência indireta de esperma. A fêmea carrega os ovos fertilizados sob o abdome até que estejam prontos para eclodir. O desenvolvimento larval ocorre em quatro estágios, que consistem em quatro larvas zoeicas e uma larva megalopa. O desenvolvimento embrionário dura de 16 a 20 dias a 25ºC e salinidade 34. As fêmeas têm reprodução contínua, com até seis desovas anuais, principalmente na estação chuvosa, o que é vantajoso, pois causa alteração na salinidade da água, bem como aumento de nutrientes e crescimento de plâncton, e, portanto, aumenta a produtividade primária da água. Isso é benéfico às larvas, pois evitaria o estresse osmorregulatório e o encalhe. Os machos normalmente apresentam uma taxa de crescimento mais rápida, já que as fêmeas têm um esforço reprodutivo maior e, portanto, não mudam de pele enquanto incubam seus ovos. A espécie está presente o ano todo no Rio de Janeiro, Santa Catarina e São Paulo. A fecundidade varia de cinco a 35 mil ovos por fêmea por desova, com mortalidade larval elevada, e apenas 17% chegam ao tamanho adulto de 18 milímetros.

### Comportamento
Os caranguejos-arborícolas adultos se distinguem de outras espécies por sua preferência por caminhar sobre qualquer substrato em velocidades variadas, embora ainda seja capaz de caminhar lateralmente. Para escapar da predação, passam a maior parte do tempo na copa das árvores e só se aventuram para baixo quando buscam alimento na maré baixa. Durante o período reprodutivo, as fêmeas geralmente migram em direção às margens do manguezal, que possuem características adequadas, como umidade, para o desenvolvimento dos ovos e liberação das larvas. Esse movimento em direção às margens também pode servir como uma forma de encontrar possíveis parceiros. Os juvenis demonstram uma resposta comportamental aos predadores, escondendo-se atrás de objetos estreitos, como galhos.

## Conservação

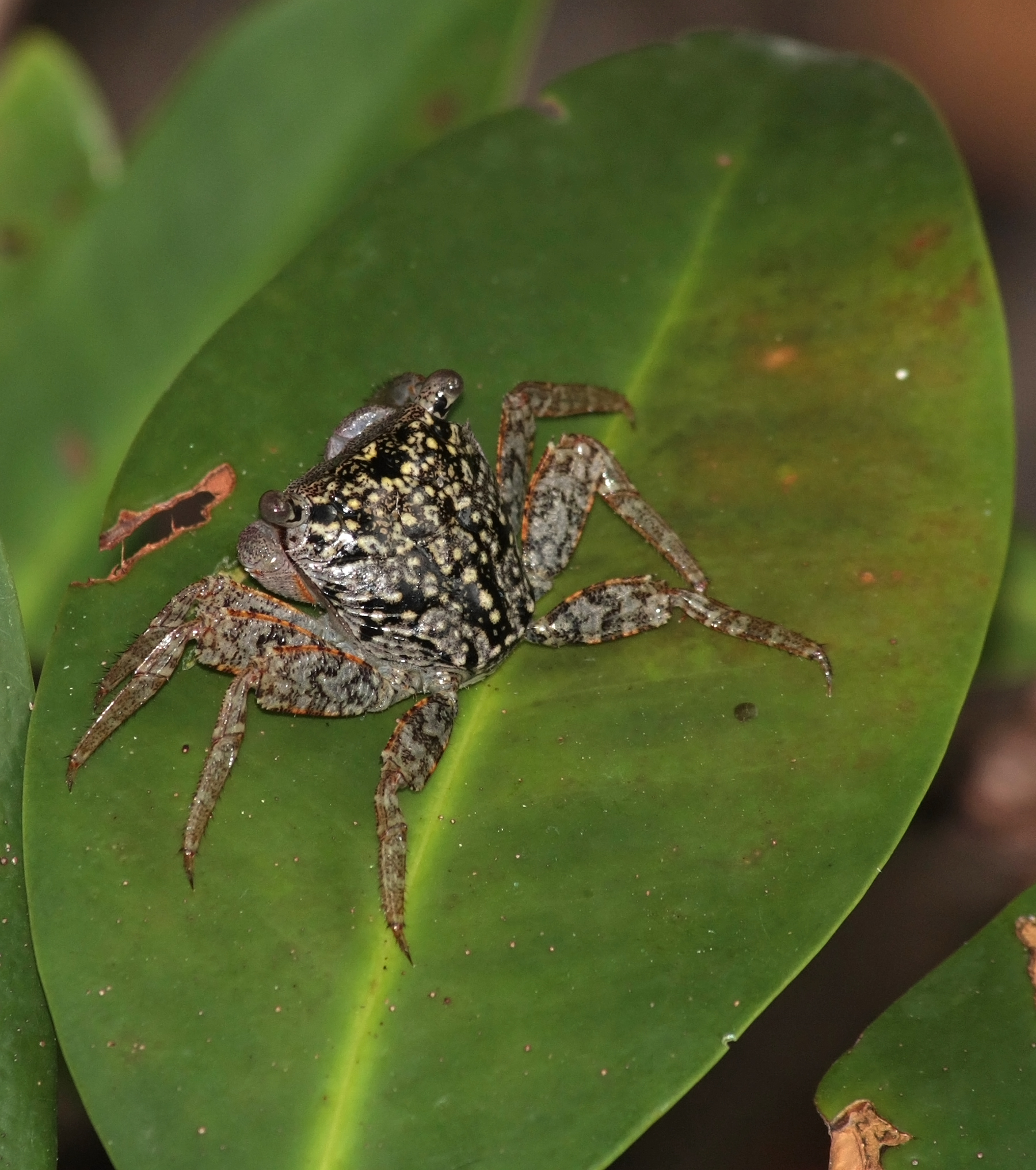
Indivíduo avistado sobre uma folha na Flórida

O caranguejo-arborícola é uma espécie-modelo em estudos de ecologia de doenças: hospedeira de simbiontes e vírus de mandioca, servindo para investigar dinâmicas patogênicas em ecossistemas costeiros. A Nature Serve Explorer classificou o caranguejo-arborícola como seguro (G5), pois é bastante difundido, mas seu habitat está ameaçado localmente pelo desenvolvimento, especialmente na Flórida. Em 2018, o caranguejo-arborícola foi classificado como pouco preocupante (LC) no Livro Vermelho da Fauna Brasileira Ameaçada de Extinção do Instituto Chico Mendes de Conservação da Biodiversidade (ICMBio) e vulnerável na Lista das Espécies da Fauna Ameaçadas de Extinção no Estado do Rio de Janeiro. No Brasil, em sua área de distribuição, ocorre em apenas quatro áreas de conservação: a Área de Proteção Ambiental Delta do Parnaíba (APA Delta do Parnaíba), a Reserva Extrativista de Cururupu (Resex Cururupu), a Área de Proteção Ambiental da Baixada Maranhense (APA Baixada Maranhense) e a Área de Proteção Ambiental das Reentrâncias Maranhenses (APA Reentrâncias Maranhenses).
A área de manguezais no Brasil é cerca de 13 mil quilômetros quadrados, distribuída do rio Oiapoque (4°30’N), no Amapá, ao rio Ponta Grossa (28°30’S), em Santa Catarina. A linha costeira brasileira tem 7 400 quilômetros, chegando a mais de 8 500 quilômetros considerando recortes do litoral. O Brasil detém a segunda maior extensão de manguezais do mundo, com 7,4% do total global. Apesar de aproximadamente 50% dos manguezais mundiais terem sido destruídos, no Brasil não há redução significativa detectada, embora a degradação tenha aumentado nas últimas décadas. Metade da população brasileira vive a menos de 200 quilômetros do mar, e mais de 70 milhões de pessoas impactam diretamente os ambientes litorâneos, especialmente próximos a grandes centros, onde poluição e exploração comprometem baías e estuários.
O crescimento populacional exerce pressão sobre áreas ambientalmente sensíveis, como dunas, manguezais e estuários. No Brasil, 80% do esgoto não recebe tratamento e é lançado em rios, lagoas ou no mar. A poluição por resíduos é alta, com 90% do lixo coletado destinado a “lixões”, dos quais 50% ficam próximos a corpos d’água. A aquicultura também contribui para a degradação dos manguezais. Mais de 3.000 toneladas de poluentes líquidos são despejadas diariamente no litoral brasileiro, sendo cerca de 130 toneladas de poluentes industriais altamente tóxicos. A poluição por óleo, crônica ou aguda, é um risco constante ao longo da costa. Essas mudanças ambientais reduzem habitats, aumentam mortalidade, competição e predação. Espécies arborícolas, especialmente as associadas ao gênero Avicennia, são fortemente afetadas pela supressão dos bosques de mangue e pela qualidade nutricional das plantas.